# Die Weihnachtsgans Auguste (Film)
Die Weihnachtsgans Auguste ist ein für das Fernsehen der DDR produzierter Kinderfilm aus dem Jahr 1987/1988 (uraufgeführt 1988) und beruht auf der gleichnamigen Erzählung von 1946 (erstmals veröffentlicht 1951) des Schriftstellers Friedrich Wolf. Neben dieser Verfilmung wurde Die Weihnachtsgans Auguste auch als Hörspiel (Rundfunk der DDR, 1959) gebracht, mit Peterle und die Weihnachtsgans Auguste 1964 erstmals verfilmt, weiter als Fernsehspiel (1979), als Puppentrickfilm (1985 von Günter Rätz) sowie als Theaterstück umgesetzt.

## Handlung
Der Opernsänger Ludwig Löwenhaupt möchte zu Weihnachten einen richtigen Festbraten haben und kauft so sechs Wochen vorher vom Bauern auf dem Dorf bereits eine Gans, die die Familie mästen soll. Er ahnt nicht, dass die drei Kinder das Tier, das auf den Namen Gustje getauft wird, fortan lieb gewinnen und es nicht mehr verspeisen wollen. Die Gans spricht außerdem. Aus „fünf Kilo Fleisch“, die zunächst im Keller eingesperrt waren, wird nach der „Befreiung“ ein Haustier, das die Kinder mit ins Bett nehmen und mit dem sie kommunizieren. Kurz vor Weihnachten will Vater Löwenhaupt die Gans dennoch schlachten. Doch da seine Familie protestiert und sich sein Gewissen meldet, kommt es nicht dazu. Er versucht aber, sie mit einem Schlafmittel zu töten. Allerdings wacht Auguste nach dem Rupfen wieder auf. Sie erhält einen Pullover und darf nun endgültig als Haustier in der Familie bleiben. Als die Großmutter zwei Karpfen kauft, will Peter, dass sie auch leben bleiben.

## Hintergrund
Der Film wurde an über 35 Drehtagen gedreht und im DEFA-Studio Babelsberg hergestellt. In den Gesangsszenen wurde die Stimme des Opernsängers Ludwig Löwenhaupt von dem Tenor Klaus König gedoubelt.
Zahlreiche Außenszenen wurden in Dresden gedreht, u. a. in der Villa Maria im Stadtteil Oberloschwitz, am Waldschlösschen-Pavillon, in der Semperoper, im Hauptbahnhof, auf der Augustusbrücke und auf dem Striezelmarkt auf dem Altmarkt. Eine dort dargestellte Geisterbahn wurde im DEFA-Studio nachgebaut.
Einige Teile des Films wurden in Obercunnersdorf in der Oberlausitz und in Wehrsdorf gedreht.
Der Film wurde Heiligabend 1988 erstmals im Fernsehen der DDR ausgestrahlt. 
Am 24. Dezember 2003 lief im MDR ein Special „Auguste“ – 15 Jahre nach dem Film, in dem gezeigt wurde, was aus der Gans – die eigentlich ein Ganter war, inzwischen 16 Jahre alt und sieben Kilogramm schwer – geworden war. Zuhause war er in dem Dorf Marzahne in Brandenburg, wo er 1987 geschlüpft war und mit Nasenbären, Zebras und vielen anderen zusammen beim Tiertrainer Michael Schweuneke lebte. Die Gans wurde im Film nicht wirklich gerupft. Sie musste eine Art Anzug tragen. Da dieser recht schwer war, torkelte Auguste passend zu ihrer Rolle, in der sie nach der Betäubung erwacht war. Die Gans spielte später noch in weiteren Filmen mit, so in Männerpension und Anonymus.
Am 29. November 2013 wurde bekannt, dass der Ganter im Frühjahr 2013 in dem für Gänse hohen Alter von 26 Jahren an Altersschwäche gestorben war. 2014 wollte der Tiertrainer Schweuneke einen Nachfolger für Auguste ausbilden, wenn sich ein gelehriges Tier unter den Gösseln befände, über das Ergebnis ist nichts Näheres bekannt.

## Sonstiges
Beim Kinofest in Gera 1987 hätte Die Weihnachtsgans Auguste den Sonderpreis Goldener Spatz 1987 des Oberbürgermeisters erhalten, so ist es häufig in der Sekundärliteratur zu diesem Film zu finden. Dabei handelt es sich jedoch immer um eine Verwechslung: Ausgezeichnet wurde 1987 in Gera der Puppentrickfilm mit dem gleichnamigen Titel Die Weihnachtsgans Auguste von Günter Rätz aus dem Jahr 1985.